# Sóshartyán
Sóshartyán là một thị trấn thuộc hạt Nógrád, Hungary. Thị trấn này có diện tích 12,14 km², dân số năm 2010 là 946 người, mật độ 78 người/km².